# مصفوت
 مصفوت  دهستان آبادی از توابع امارت عجمان در امارات متحده عربی می‌باشد.  مصفوت  در ۱۱۰ کیلومتری جنوب شرقی امارت   عجمان واقع شده‌است. همچنین روستای «مزیرع» و روستای «الصبغة» از توابع مصفوت می‌باشند. ساکنان مصفوت از دوقبیله عربی معروف بنام «بدوات» و «بنی کعب» می‌باشند.

## جمعیت
جمعیت روستا در حدود ۱۷۸ نفر (۲۹ خانوار) که اهل سنت و مالکی مذهب هستند، یعنی از پیروان امام مالک بن انس هستند. منطقه مصفوت منطقه‌ای زراعتی است ومردمش به کشاورزی اشتغال دارند، خاک خوب و حاصلخیز و وجود آب شیرین چند چشمه گوارا نیز رونق خاصی به منطقه داده‌است. 
کوههای سر به فلک کشیده از چهار گوشه مصفوت را احاطه نموده‌است، و دره‌های بزرگ و پهناور بر زیبائی منطقه افزوده‌است. 

## کوه‌ها
- جبل دفتا.
- جبل لیشن.
- جبل الأبیض

 دره‌ها:
- وادی غلفا.
- وادی الصوامر.
- وادی مصفوت.
- وادی الخنفریة.
- وادی الضفدع.

وجود جاذبه طبیعی توجه مردم به منطقه جزب نموده‌است و سالیانه تعدادی زیادی از گردشگران از این مناطق دیدن می‌نمایند.